# Sari-Solenzara
 Sari-Solenzara  là một xã của tỉnh Corse-du-Sud, thuộc vùng Corse, trên đảo Corse ở Pháp.